# コスタス・カツラニス
コンスタンティノス・"コスタス"・カツラニス（ギリシア語: Κώστας Κατσουράνης, 1979年6月21日 - ）は、ギリシャ出身のサッカー選手。元ギリシャ代表。ポジションはMF（センターハーフ）。

## 経歴
2003年8月にギリシャ代表デビュー。UEFA EURO 2004では全6試合に出場、大会初優勝を果たした。2010、2014 FIFAワールドカップにも出場した。2015年までに通算116試合に出場、10得点をあげた。

## エピソード
- 2008年1月5日のヴィトーリア・セトゥーバル戦で、ルイゾンと殴り合いの喧嘩を起こし、2人とも後半23分に交代を命じられた。所属先のベンフィカは、2人に謹慎処分と多額な罰金の支払いが命じられた。この喧嘩のきっかけを作ったカツラニスは、アトレティコ・マドリードへ放出される予定だったが残留した。
- 2010年6月12日の南アフリカW杯初戦の韓国戦では、2-0とリードを許した後半30分にシュートを外した際に、自らのシュートでえぐれたピッチの芝を元に戻した行動が「負けている試合でこのようなマナーの良い行動ができるのは素晴らしい」と評価され、韓国国内ではギリシャの芝男と評判になった[2]。
- 2014年6月19日の2014 FIFAワールドカップグループC2戦目の日本戦で前半38分に長谷部誠を倒し、2枚目のイエローカードを出されたカツラニスはレッドカードで退場となり、その後日本国内において試合中を通じてのGoogle検索の検索件数が最も検索された選手となった[3]。またTwitterでもギリシャ代表選手内でもっとも話題となり、カツラニスの退場の瞬間が試合中のツイート数のピークとなった[4]。

## 代表歴

### 出場大会
- ギリシャ代表
  - 2010 FIFAワールドカップ
  - 2014 FIFAワールドカップ

### 試合数
- 国際Aマッチ 116試合 10得点（2003年-2015年）[1]

| ギリシャ代表 | 国際Aマッチ | 国際Aマッチ |
| 年           | 出場        | 得点        |
| ------------ | ----------- | ----------- |
| 2003         | 2           | 0           |
| 2004         | 15          | 1           |
| 2005         | 10          | 0           |
| 2006         | 7           | 2           |
| 2007         | 10          | 1           |
| 2008         | 14          | 3           |
| 2009         | 8           | 0           |
| 2010         | 12          | 1           |
| 2011         | 10          | 1           |
| 2012         | 12          | 0           |
| 2013         | 8           | 0           |
| 2014         | 6           | 1           |
| 2015         | 2           | 0           |
| 通算         | 116         | 10          |